# Déville-lès-Rouen
Déville-lès-Rouen är en kommun i departementet Seine-Maritime i regionen Normandie i norra Frankrike. Kommunen ligger i kantonen Mont-Saint-Aignan som tillhör arrondissementet Rouen. År 2022 hade Déville-lès-Rouen 10 690 invånare.

## Befolkningsutveckling
Antalet invånare i kommunen Déville-lès-Rouen
| Referens: INSEE |